# I'm Just a Singer (In a Rock and Roll Band)
I'm Just a Singer (In a Rock and Roll Band) è un singolo de The Moody Blues pubblicato nel 1972 da Threshold Records, estratto dall'album Seventh Sojourn.

## Il disco
La titletrack è stata composta dal bassista del gruppo John Lodge.

## Tracce
1. I'm Just a Singer (In a Rock and Roll Band)
2. For My Lady